# بريما بيبيتو
بريما بيبيتو (بالإنجليزية: Brima Pepito)‏ هو لاعب كرة قدم سيراليوني في مركز الهجوم، ولد في 13 أبريل 1985 في فريتاون في سيراليون. لعب مع Persiba Balikpapan ‏.

## وصلات خارجية
- بريما بيبيتو على موقع قاعدة بيانات كرة القدم.إي يو (الإنجليزية)
- بريما بيبيتو على موقع Soccerway.com (الإنجليزية)